# Universiteit van Leicester
De Universiteit van Leicester (Engels: University of Leicester) is een onderzoeksuniversiteit gelegen in Leicester, Engeland, Verenigd Koninkrijk. De universiteit telt ongeveer 22.000 geregistreerde studenten, waarvan 13.000 fulltime student zijn en 9.000 parttime. De hoofdcampus van de universiteit ligt ten zuiden van het stadscentrum, naast het Victoria Park en Wyggeston and Queen Elizabeth I College.
Op 23 oktober 2008 werd de universiteit door Times Higher Education uitgeroepen tot universiteit van het jaar.

## Geschiedenis en toekomst

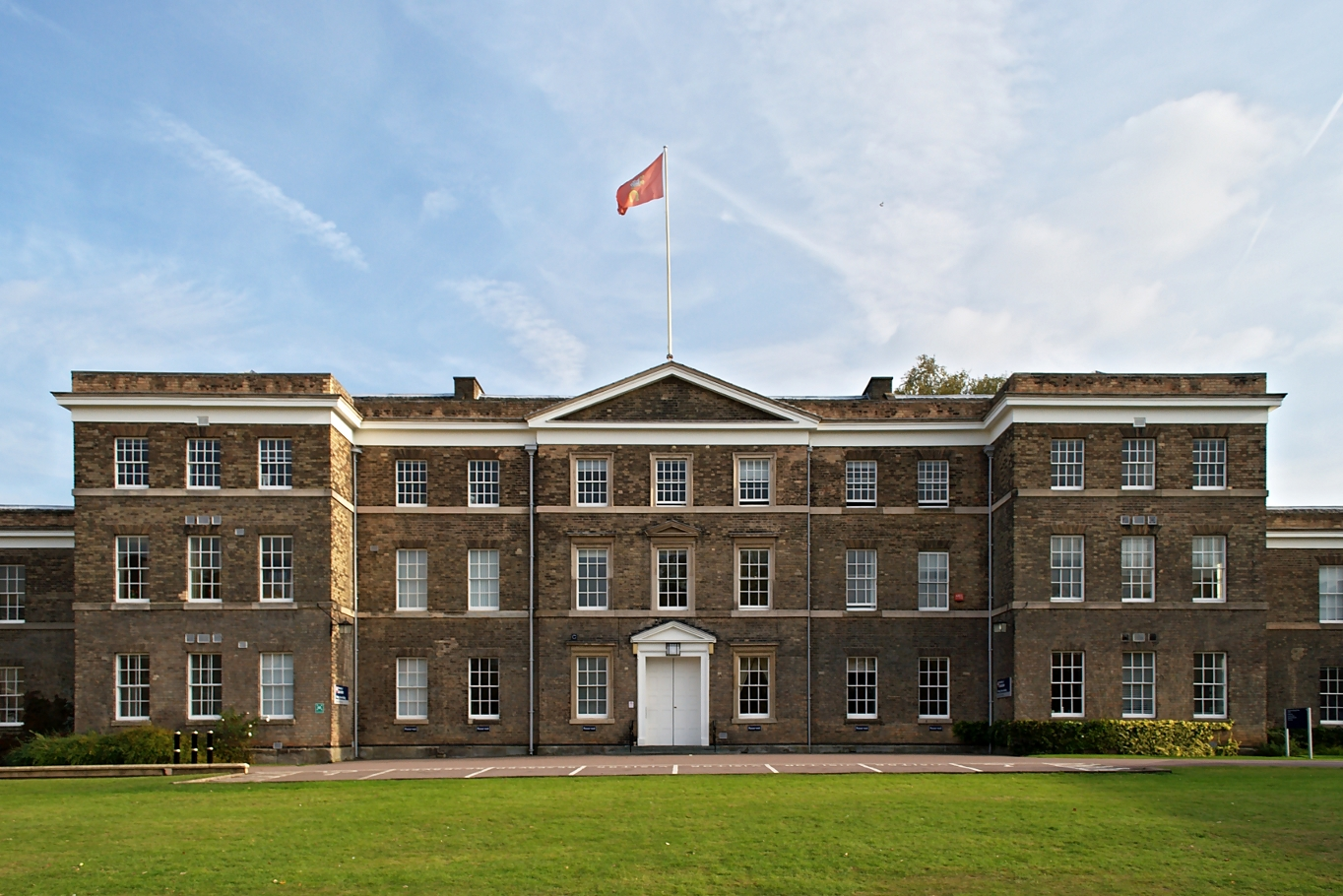
Het Fielding Johnson Building (gebouwd in 1837)

De universiteit werd opgericht in 1921 als het Leicestershire and Rutland University College. De grond voor dit college werd geschonken door een lokale textielfabrikant, Thomas Fielding Johnson, om zo een monument op te richten voor hen die hun leven hadden verloren in de Eerste Wereldoorlog. Dit wordt weergegeven in het motto van de universiteit: Ut Vitam Habeant — 'opdat zij een leven kunnen hebben'. Het centrale gebouw, nu bekend als het Fielding Johnson Building, dateert uit 1837. In dit gebouw zijn nu de administratiekantoren en de faculteit rechten gevestigd. Voordat het gebouw werd heringericht als college was er een gesticht voor geesteszieken gevestigd.
In 1957 kreeg het college de status van universiteit.
Het plan is dat de komende 30 jaar de universiteit haar campus met 30% zal uitbreiden en het aantal studenten zal groeien tot 25.000.
Het aangekondigde ontslag van 16 academici, waaronder de bekende organisatietheoreticus Gibson Burrell, trok begin 2021 de aandacht. Deze academici zouden moeten worden ontslagen omdat ze hebben gepubliceerd in het Critical Perspectives on Accounting (CPA) -tijdschrift, dat dicht bij een kritische managementstudie staat. Dit werd niet verwelkomd door het universiteitsbestuur. In maart 2021 publiceerden de co-editors van het tijdschrift een open brief waarin ze beweerden dat dit "volledig in strijd is met de basisprincipes van academische vrijheid en kwaliteit van de wetenschap die de besluitvorming binnen universiteiten overal zouden moeten sturen". In een enquête steunde 96% van de universitaire medewerkers een motie van wantrouwen in het universiteitsbestuur vanwege de aangekondigde ontslagen.

## Organisatie
De verschillende scholen en departementen van de universiteit zijn onderverdeeld in vier colleges, welke op hun beurt worden ondersteund door de Corporate Services.
- College van kunst, geesteswetenschappen en rechten.[8]
- College van wetenschap en techniek[9]
- College van medicijnen, biologische wetenschappen en psychologie[10]
- College van sociale wetenschappen[11]

Op het universiteitsterrein is tevens de Leicester Medical School gevestigd, die in 1971 werd geopend.

## Architectuur
De skyline van de Universiteit van Leicester wordt gekenmerkt door drie gebouwen uit de jaren 60: het departement voor techniek, de Attenborough Tower en het Charles Wilson building.
Het techniekgebouw was het eerste grote gebouw ontworpen door de Britse architect James Stirling. Het gebouw omvat workshops en laboratoria op de begane grond, en kantoorruimtes en zalen voor lezingen op de andere etages. Het gebouw werd in 1963 voltooid en is noemenswaardig voor de manier waarop het uiterlijk de functies van het gebouw weergeeft.
De universiteit kent vooral gebouwen uit de 20e eeuw, hoewel er ook nog enkele 19e-eeuwse gebouwen op de campus staan.

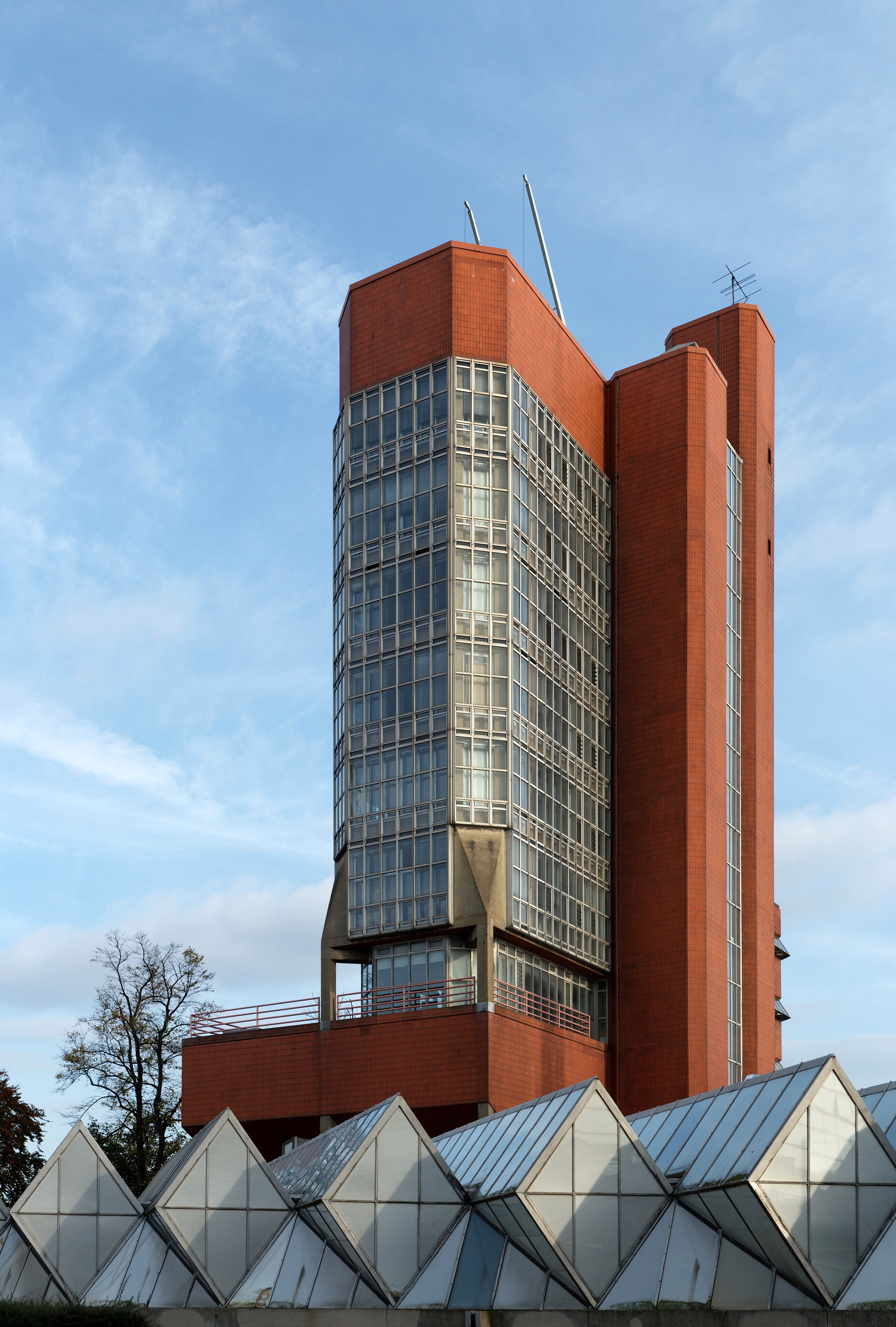
Het techniekgebouw
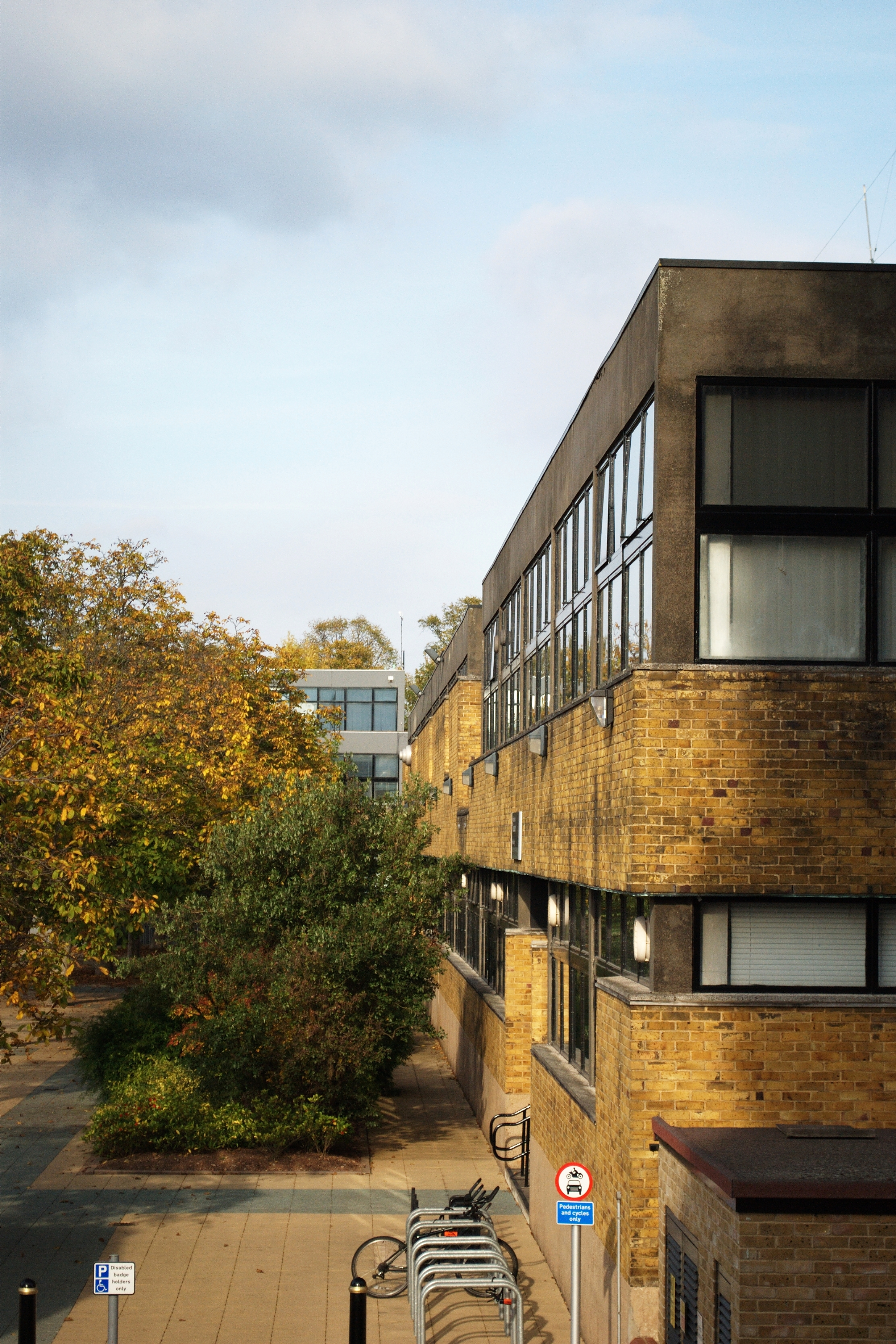
Het gebouw voor natuurkunde en astronomie.
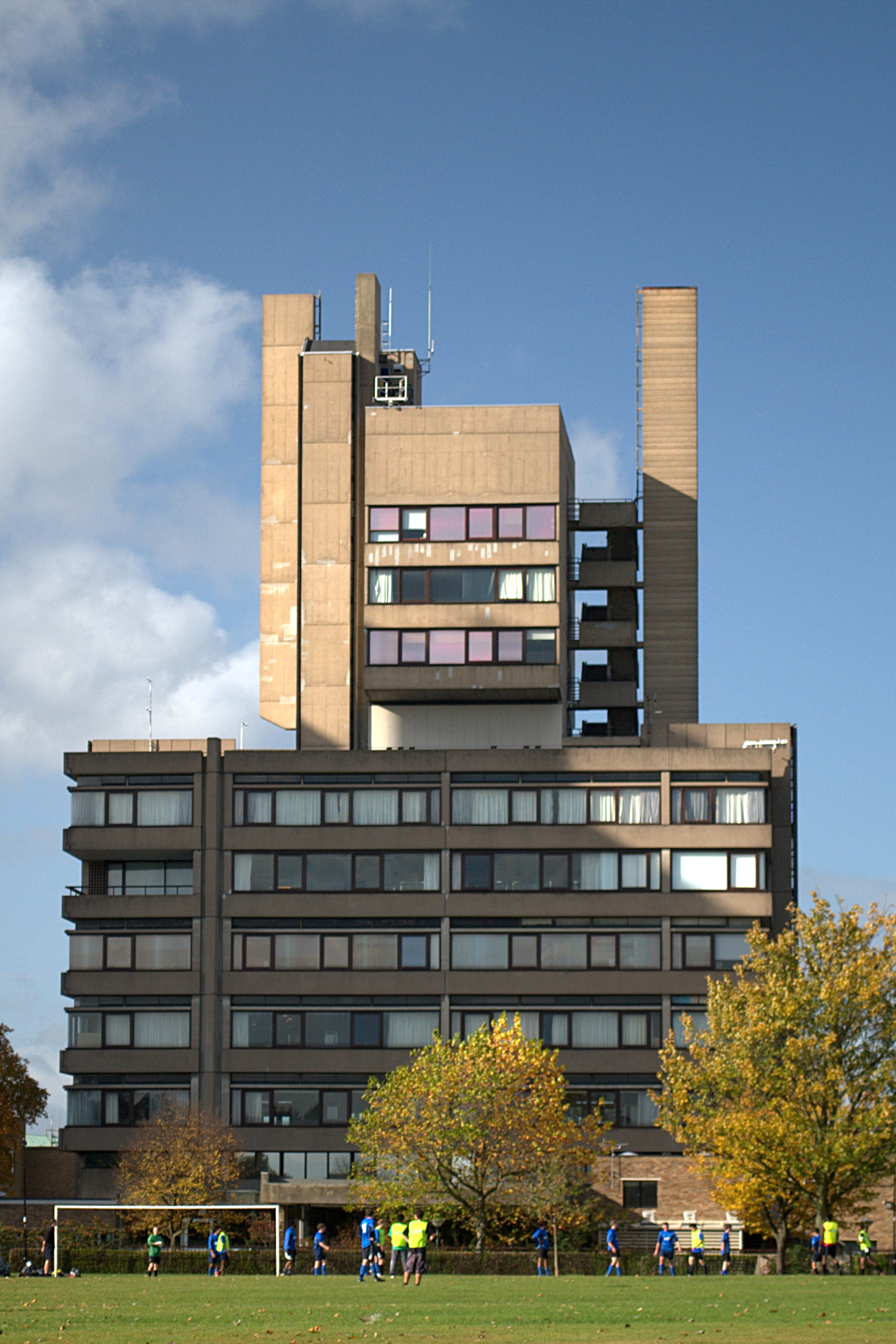
Het Charles Wilson Building
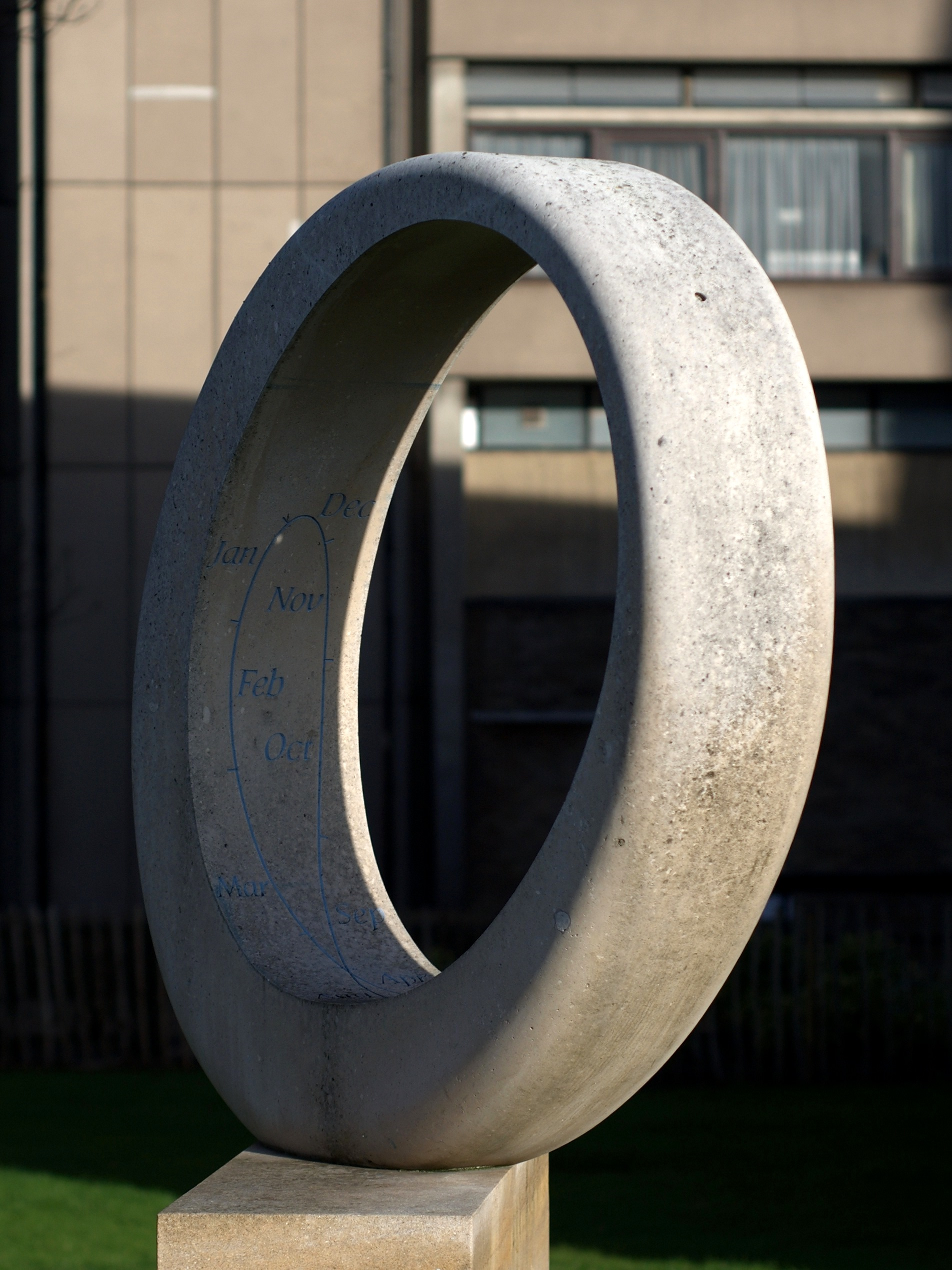
Eye of Time zonnewijzer

## Rectoren
- Edgar Douglas Adrian (1957–1971)
- Alan Lloyd Hodgkin (1971–1984)
- Sir George Porter (1984–1995)
- Sir Michael Atiyah (1995–2005)
- Sir Peter Williams (2005– )

Tot dusver is naar elke voormalige rector magnificus een gebouw vernoemd.

## Alumni
- Viola Burnham
- Maarten Larmuseau
- Ruth Druart